# 3965 Konopleva
3965 Konopleva este un asteroid din centura principală, descoperit pe 8 noiembrie 1975 de Nikolai Cernîh.